# 2010年乌克兰总统选举
2010年乌克兰总统选举是乌克兰1991年从前苏联獨立後的第五次总统选举。第一轮选举于2010年1月17日举行，反对党领袖尤莉娅·季莫申科和总理维克多·亚努科维奇是得票数最多的两位候选人，因此进入了于2010年2月7日举行的第二轮选举。
在2月14日，亚努科维奇获得了48.95%的选票，从而赢得了2010年的乌克兰总统选举。按照乌克兰宪法第104条规定，当选总统应在乌克兰国会宣布官方正式选举结果后30天内宣誓就职。乌克兰国会将亚努科维奇的就职日期定为2月25日。
2010年2月17日，乌克兰最高法院暂停了季莫申科对于选举结果的上诉。法院暂停了乌克兰中央选举委员会裁定亚努科维奇赢得选举的宣布，但并没有推迟或取消他的就职典礼。季莫申科在2010年2月20日撤销了上诉。

## 花费
中央选举委员会估计乌克兰的总统选举费用是15亿格里夫纳（折合大概是2亿美元），另外还有各个候选人的竞选花费。
每个候选人都要求缴纳250万格里夫纳（大概是30万美元）的保证金。第一轮选举得票数最多的两位候选人将退还其保证金。
11月26日，中央选举委员会发布声明说总统选举一共需要13.14亿格里夫纳，其中2009年需要1亿9千2百20万格里夫纳，2010年需要11.22亿格里夫纳。
政治分析家估计每个参选者至少需要花费1.5-2亿格里夫纳来推销自己，这包括在媒体上的宣传、视觉广告、拉票和印发宣传资料等费用。
乌克兰选民委员会主席亚历山大·契尔年科（Oleksandr Chernenko）也认为总统候选人至少要花费1百万美金用于竞选。
第二轮选举估计要花费1.19亿美元

## 结果
|                            | 维克多·亚努科维奇   | 地區黨             | 8,686,642  | 35.32  | 12,481,266 | 48.95  |
|                            | 尤莉娅·季莫申科     | 全乌克兰祖国联盟   | 6,159,810  | 25.05  | 11,593,357 | 45.47  |
|                            | 谢尔盖·季吉普科     | 強大的烏克蘭       | 3,211,198  | 13.05  |            |        |
|                            | 阿爾謝尼·亞采紐克   | 無黨籍（自我提名） | 1,711,737  | 6.96   |            |        |
|                            | 維克托·尤先科       | 無黨籍（自我提名） | 1,341,534  | 5.45   |            |        |
|                            | 彼得·西蒙年科       | 烏克蘭共產黨       | 872,877    | 3.54   |            |        |
|                            | 弗拉基米尔·利特温   | 人民黨             | 578,883    | 2.35   |            |        |
|                            | 奥列格·佳格尼博克   | 全乌克兰“自由”联盟 | 352,282    | 1.43   |            |        |
|                            | 阿纳托利·格里岑科   | 無黨籍（自我提名） | 296,412    | 1.20   |            |        |
|                            | 因娜·斯洛夫斯卡娅   | 無黨籍（自我提名） | 102,435    | 0.41   |            |        |
|                            | 亚历山大·莫罗兹     | 乌克兰社会党       | 95,169     | 0.38   |            |        |
|                            | 尤里·科斯坚科       | 烏克蘭人民黨       | 54,376     | 0.22   |            |        |
|                            | 柳德米拉·苏普伦     | 人民民主黨         | 47,349     | 0.19   |            |        |
|                            | 瓦西里·布罗季夫谢赫 | 無黨籍（自我提名） | 40,352     | 0.16   |            |        |
|                            | 亚历山大·帕巴特     | 無黨籍（自我提名） | 35,474     | 0.14   |            |        |
|                            | 谢尔盖·拉图什尼亚克 | 無黨籍（自我提名） | 29,795     | 0.12   |            |        |
|                            | 米哈伊尔·布罗德斯基 | 無黨籍（自我提名） | 14,991     | 0.06   |            |        |
|                            | 奥列格·利亚博孔     | 無黨籍（自我提名） | 8,334      | 0.03   |            |        |
| 反對所有候選人             | 反對所有候選人      | 反對所有候選人     | 542,819    | 2.20   | 1,113,055  | 4.36   |
| 無效選票                   | 無效選票            | 無效選票           | 405,789    | 1.65   | 305,837    | 1.19   |
| 合計                       | 合計                | 合計               | 24,588,268 | 100.00 | 25,493,529 | 100.00 |
| 來源：烏克蘭中央選舉委員會 |                     |                    |            |        |            |        |

## 脚注
1. ↑  选举委员会对2010年总统选举的官方结果[]，2010年2月14日。
2. ↑  更新:亚努科维奇将宣誓就职 （页面存档备份，存于），Kyiv Post，2010年2月14日。
3. ↑  .   [2010-10-27]. （原始内容存档于2020-05-25）.
4. ↑  .   [2010-10-27]. （原始内容存档于2010-02-21）.
5. ↑  .   [2010-10-27]. （原始内容存档于2017-02-28）.
6. ↑  乌克兰总理撤销了选举上诉 （页面存档备份，存于），纽约时报，2010年2月20日。
7. ↑  乌克兰总统大选直接费用超过15亿格里夫纳，For-ua.com，2009年7月29日。 （页面存档备份，存于）
8. ↑  中央选举委员会将总统选举费用削减至1730万格里夫纳 （页面存档备份，存于），Kyiv Post，2009年11月26日。
9. ↑  现在的总统需要多少钱？ （页面存档备份，存于），proUa，2009年8月26日。
10. ↑  乌克兰总统候选人至少需要花费1百万 （页面存档备份，存于），ForUm，2009年10月20日。
11. ↑  第二轮选举要耗费448581119格里夫纳 – 中央选举委员会  （页面存档备份，存于），UkrInform，2010年1月28日。
12. ↑  （烏克蘭語） ЦВК оприлюднила офіційні результати 1-го туру виборів （页面存档备份，存于）, Gazeta.ua (January 25, 2010)
13. ↑  .   [2010-11-08]. （原始内容存档于2010-11-30）.